# Hans Puttfarcken
Hans Puttfarcken (* 18. Dezember 1902 in Düsseldorf; † 10. Dezember 1971 in Wiesbaden) war ein deutscher Jurist, der zwischen 1961 und 1970 Präses der Synode der Evangelischen Kirche in Deutschland (EKD) war, des höchsten Entscheidungsgremiums der deutschen Protestanten.

## Leben

### Studium, Richter und Gegner des Nationalsozialismus
Puttfarcken begann nach dem Abitur an einem humanistischen Gymnasium zunächst ein Studium der Medizin; kurz darauf ein Studium der Rechtswissenschaften an der Schlesischen Friedrich-Wilhelms-Universität zu Breslau, das er an der Johann Wolfgang Goethe-Universität Frankfurt am Main fortsetzte. 1927 legte er an der Universität Breslau seine Promotion zum Dr. jur. mit einer Dissertation zum Thema Das Recht des Gläubigers auf den Erlös bei Versteigerung gepfändeter, dem Schuldner nicht gehöriger Sachen und die Ansprüche des Sacheigentümers, insbesondere nach abgewiesener Widerspruchsklage ab.
Wenig später absolvierte er 1927 auch das Erste juristische Staatsexamen und war nach dem Zweiten juristischen Staatsexamen 1930 bis zum Beginn des Zweiten Weltkrieges im September 1939 Gerichtsassessor sowie Richter für Zivilrechtssachen an Amtsgerichten in Oberschlesien sowie Oberfranken tätig. Im September 1939 wurde er zum Militärdienst in der deutschen Wehrmacht eingezogen und diente dort zuletzt als Feldwebel. Im Anschluss wurde er Oberamtsrichter am Amtsgericht Wunsiedel. Puttfarcken gehörte innerhalb der evangelischen Kirche zu den Gegnern des Nationalsozialismus und der Kirchenpolitik Adolf Hitlers.

### Ministerialbeamter und Präses der Synode der EKD
Nach Kriegsende wurde Puttfarcken zunächst Landgerichtsdirektor am Landgericht Limburg, wechselte dann 1946 als Ministerialrat in das Hessische Justizministerium und war dort mehrere Jahre Persönlicher Referent von Georg-August Zinn. Zinn war von 1950 bis 1969 Ministerpräsident von Hessen und zwischen 1945 und 1949 sowie 1950 bis 1953 zugleich Justizminister. Zuletzt war Puttfarcken bis zu seinem Eintritt in den Ruhestand 1967 als Ministerialdirigent Leiter der Personalabteilung des Hessischen Justizministeriums.
Zugleich setzte er sein Engagement in der evangelischen Kirche fort und gehörte zu den führenden Mitgliedern des 1951 von Eberhard Müller gegründeten Kronberger Kreises.
Sein Referat auf dem Evangelischen Kirchentag im August 1952 wurde zuvor im Kronberger Kreis diskutiert; er verdeutlichte, dass Christsein und politische Verantwortung zusammengehören. Dabei führte er aus, dass „der Christ Verantwortung im Staat wahrzunehmen habe, aber er solle sich vor einer ‚Vergottung der Macht‘ hüten“. Bei untragbaren weltanschaulichen Bedingungen sei für den Christen „sein ‚Nein‘ dann der politische Beitrag, den Gott von ihm fordert.“ Dabei ließ Puttfarcken keinen Zweifel daran, was er damit meinte: Echte politische Verantwortung im Osten sei angesichts der dortigen „schwärmerischen Politik kaum noch möglich“. In der Ostzone herrsche eine Ideologie, während man in Westdeutschland aus der bis 1945 herrschenden Ideologie gelernt habe.
Am 17. Februar 1961 wurde Puttfarcken als Nachfolger von Constantin von Dietze zum Präses der Synode der Evangelischen Kirche in Deutschland gewählt und bekleidete diese Funktion neun Jahre lang bis zu seiner Ablösung durch Ludwig Raiser 1970. Neben ihm wurde mit Kurt Scharf am 17. Februar 1961 auch ein neuer Ratsvorsitzender der EKD gewählt.
Als am 17. Januar 1963 mit Ratsmitgliedern der Evangelischen Kirche der DDR über die Abhaltung einer gesamtdeutschen Synode nach dem Bau der Berliner Mauer diskutiert wurde, sprach sich Puttfarcken gegen die Abhaltung aus und begründete dies unter anderem damit, „dass die Leidtragenden die Brüder und Schwestern in der DDR“ sein würden.
Nach neunjähriger Tätigkeit legte er 1970 sein Amt als Präses und Synodaler der EKD aus juristischen Bedenken nieder, da aufgrund der Trennung der evangelischen Kirche in Ost- und Westdeutschland durch die 1969 erfolgte Gründung des Bundes der Evangelischen Kirchen in der DDR die Grundlage und Handlungsfähigkeit der Synode der EKD entfallen sei.

## Veröffentlichungen
- Das Recht des Gläubigers auf den Erlös bei Versteigerung gepfändeter, dem Schuldner nicht gehöriger Sachen und die Ansprüche des Sacheigentümers, insbesondere nach abgewiesener Widerspruchsklage, Dissertation, Universität Breslau, 1927.
- Wehrbeitrag und christliches Gewissen, Frankfurt am Main 1952.
- Die Kirche in der modernen Gesellschaft, Mitherausgeber Helmut Coing, Frankfurt am Main 1956.

## Hintergrundliteratur
- Dietmar Schmidt: Hans Puttfarcken. Ministerialdirigent, Präses der Synode der EKD, in: Jürgen Bachmann (Herausgeber): Zum Dienst berufen. Lebensbilder leitender Männer der evangelischen Kirche in Deutschland, Osnabrück 1963, S. 79–82.